# Инго Швихтенберг
Инго Швихтенберг (Ingo Schwichtenberg) (18 май 1965 – 8 март 1995) е първият барабанист на германската пауър метъл група Helloween и сред нейните основатели на групата. Те му дават прякора Г-н Усмивка, защото винаги е усмихнат и в добро настроение.
Инго напуска групата през 1993 година, след издаването на албума Chameleon. Започва да пие и да употребява наркотици (най-вече кокаин и марихуана). По-късно става шизофреник. След смъртта на Швихтенберг, приятелят му Кай Хансен, който е бил в групата Gamma Ray, написва песен в негово име – Afterlife, a Михаел Киске също написва такава – Always, от неговия соло албум Instant Clarity.

## Дискография
с Helloween
- Helloween (албум) (1985)
- Walls of Jericho (1985)
- Keeper of the Seven Keys, Part 1 (1987)
- Keeper of the Seven Keys, Part 2 (1988)
- Pink Bubbles Go Ape (1991)
- Chameleon (1993)